# رافائيل لوز
رافائيل لوز (بالبرتغالية: Raphael Luz‏) هو لاعب كرة قدم برازيلي في مركز الوسط، ولد في 18 يوليو 1989 في غويانيا في البرازيل. لعب مع أتلتيكو غويانيينسي ونادي باهيا ونادي غوياس ونادي كروزيرو وAssociação Atlética Aparecidense ‏ ونادي كويابا ونادي نوفو هامبورغو.

## وصلات خارجية
- رافائيل لوز على موقع قاعدة بيانات كرة القدم.إي يو (الإنجليزية)
- رافائيل لوز على موقع Soccerway.com (الإنجليزية)